# Años 910
Los años 910 o década del 910 empezó el 1 de enero del 910 y terminó el 31 de diciembre del 919.

## Acontecimientos
- Anastasio III sucede a Sergio III como papa en el año 911.
- Landon sucede a Anastasio III como papa en el año 913.
- Juan X sucede a Landon como papa en el año 914.
- Batalla de Confey